# Dakshinkali

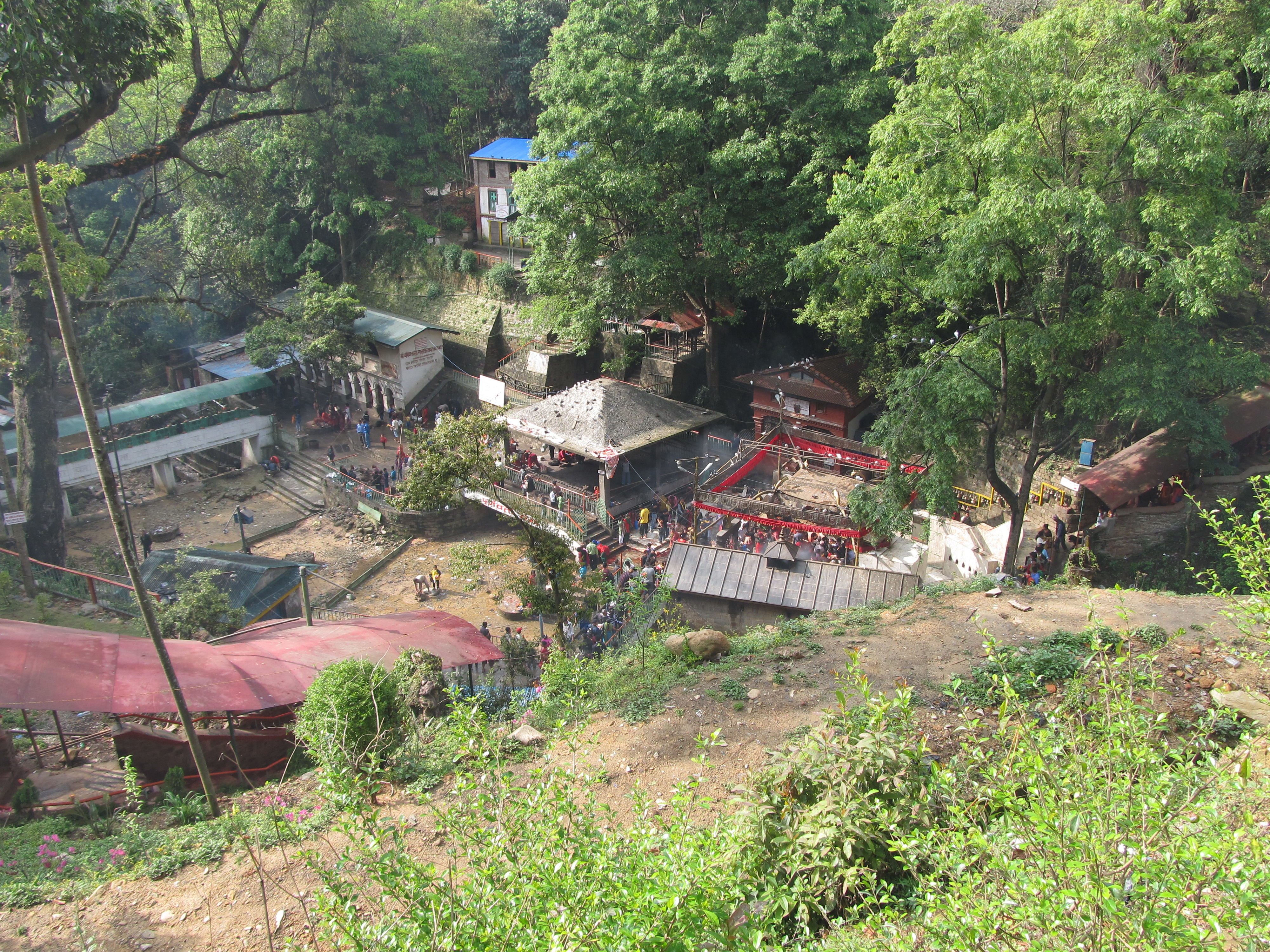
Dakshinkali-Tempel

Dakshinkali  oder Daxinkali (Nepali दक्षिणकाली) ist eine Stadt (Munizipalität) im Kathmandutal in Nepal und gehört zum Ballungsraum Kathmandu. Der Ortsname bedeutet so viel wie ‚südliche Kali‘ und bezieht sich auf einen mehrere Jahrhunderte alten Tempelkomplex.

## Lage
Dakshinkali befindet sich etwa 20 km südwestlich der Hauptstadt Kathmandu beim Dorf Pharping in einer Höhe von ca. 1450 bis 1600 m ü. d. M.

## Einwohner
Bei der Volkszählung im Jahr 2011 hatten die Village Development Committees (VDCs), aus welchen die Stadt Dakshinkali entstand, 24.297 Einwohner (davon 11.873 männlich) in 5488 Haushalten.

## Geschichte
Zahlreiche mittelalterliche Tempel in der Umgebung deuten darauf hin, dass die Gegend bereits seit Jahrhunderten besiedelt ist. Die im Südwesten des Distrikts Kathmandu gelegene Stadt entstand 2014 durch Zusammenlegung der sechs VDCs Chalnakhel, Chhaimale, Dakshinkali, Setidevi, Sheshnarayan und Talkududechour. Das Stadtgebiet umfasst 42,6 km².

## Sehenswürdigkeiten
Größte Sehenswürdigkeit des Ortes ist der in einer Schlucht gelegene Dakshinkali-Tempel, in welchem der Hindu-Göttin Kali nahezu täglich Tieropfer dargebracht werden. Zur Gemeinde Dakshinkali gehören auch das Kloster Vajrayogini und das Hinduheiligtum Sheshnarayan.

Gemeinde Dakshinkali
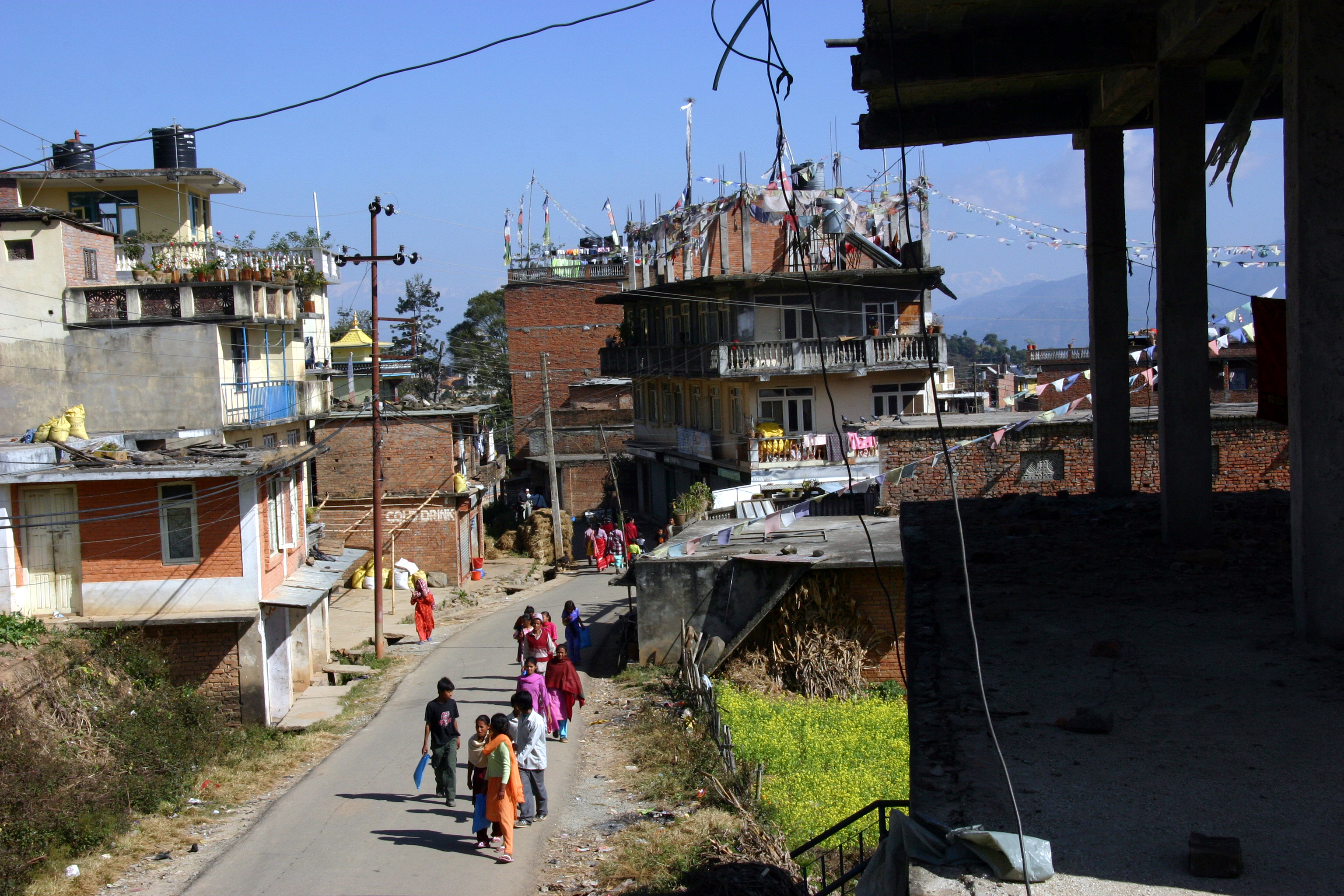
Pharping
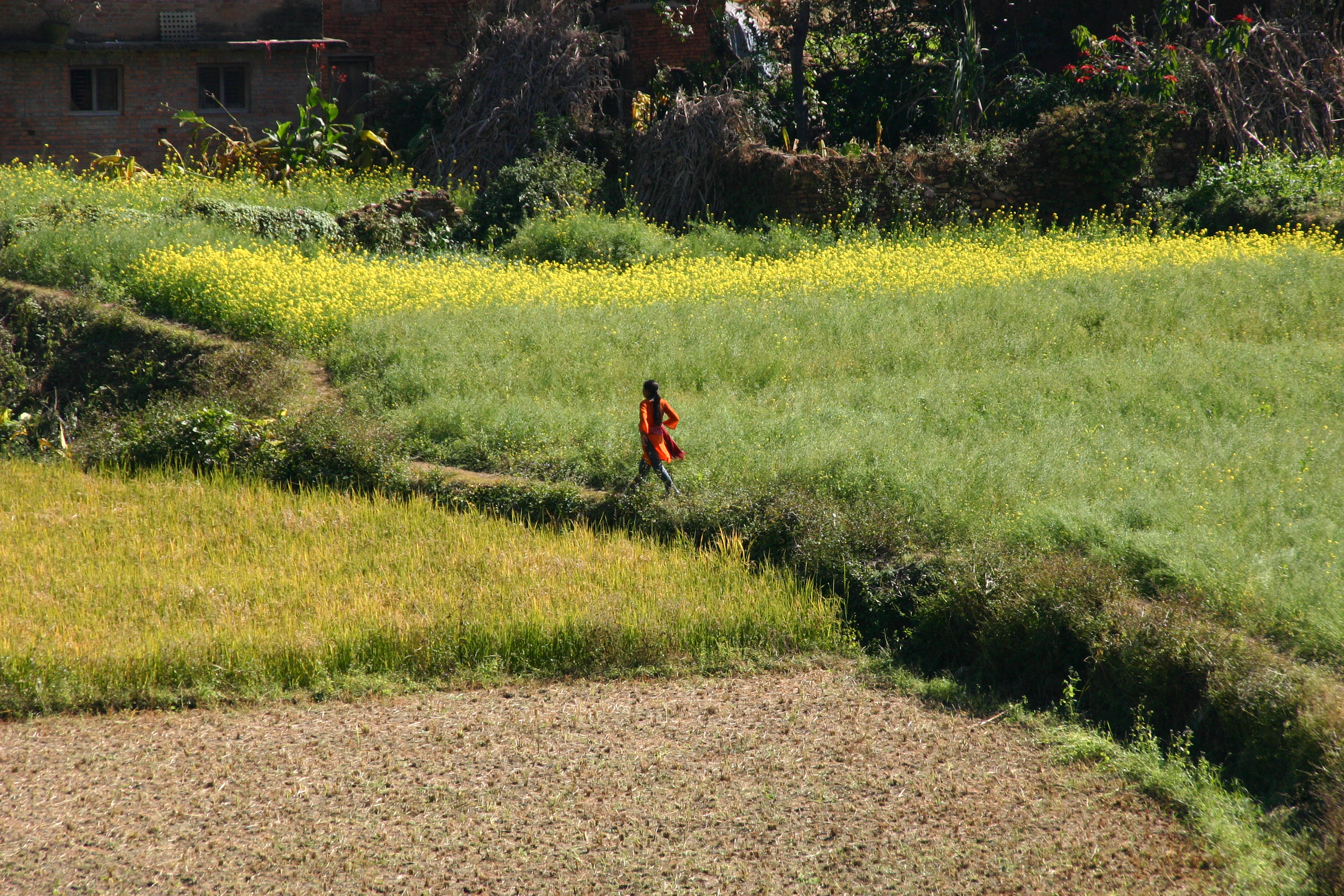
Felder
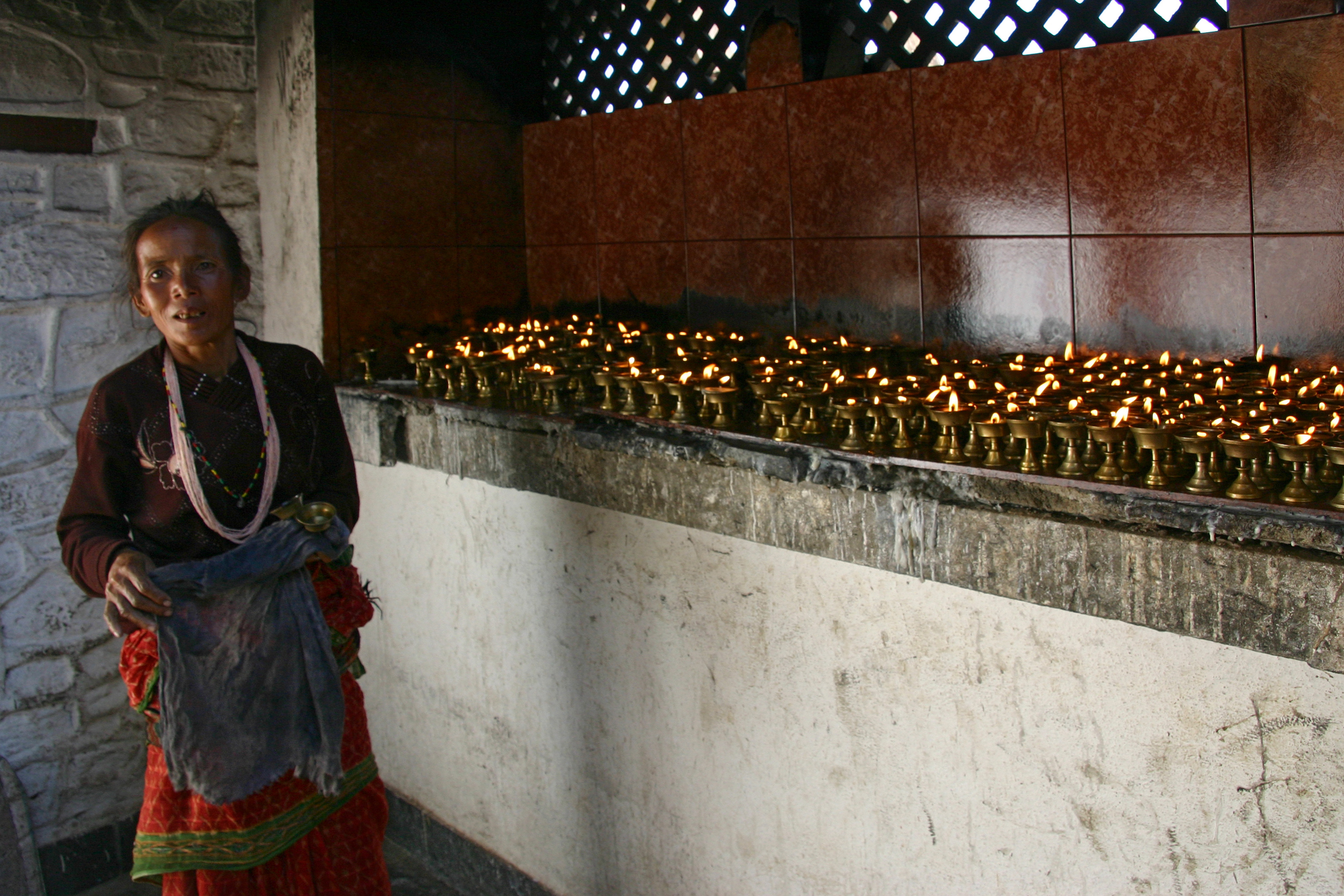
Höhle von Goraknath
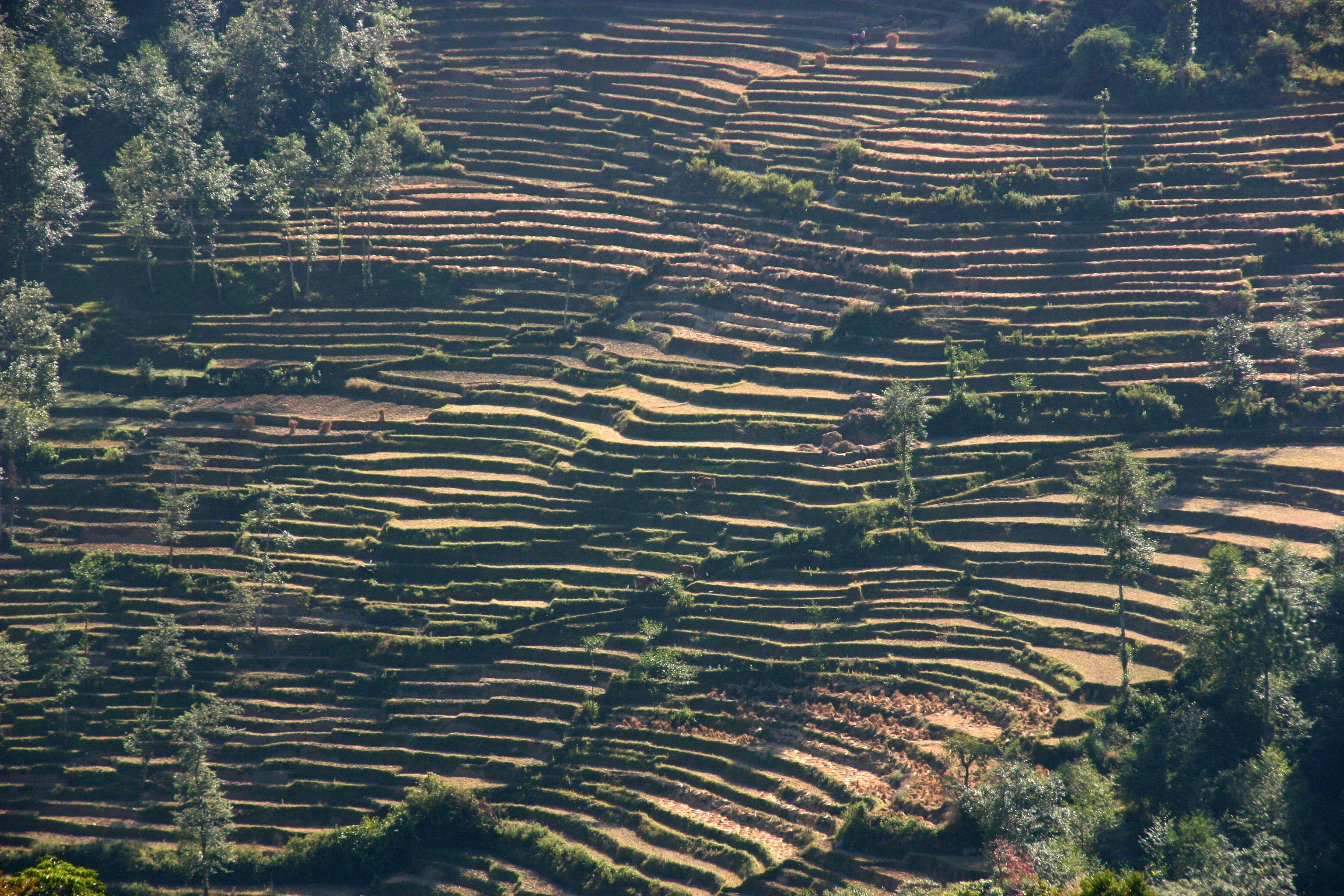
Reisterrassen
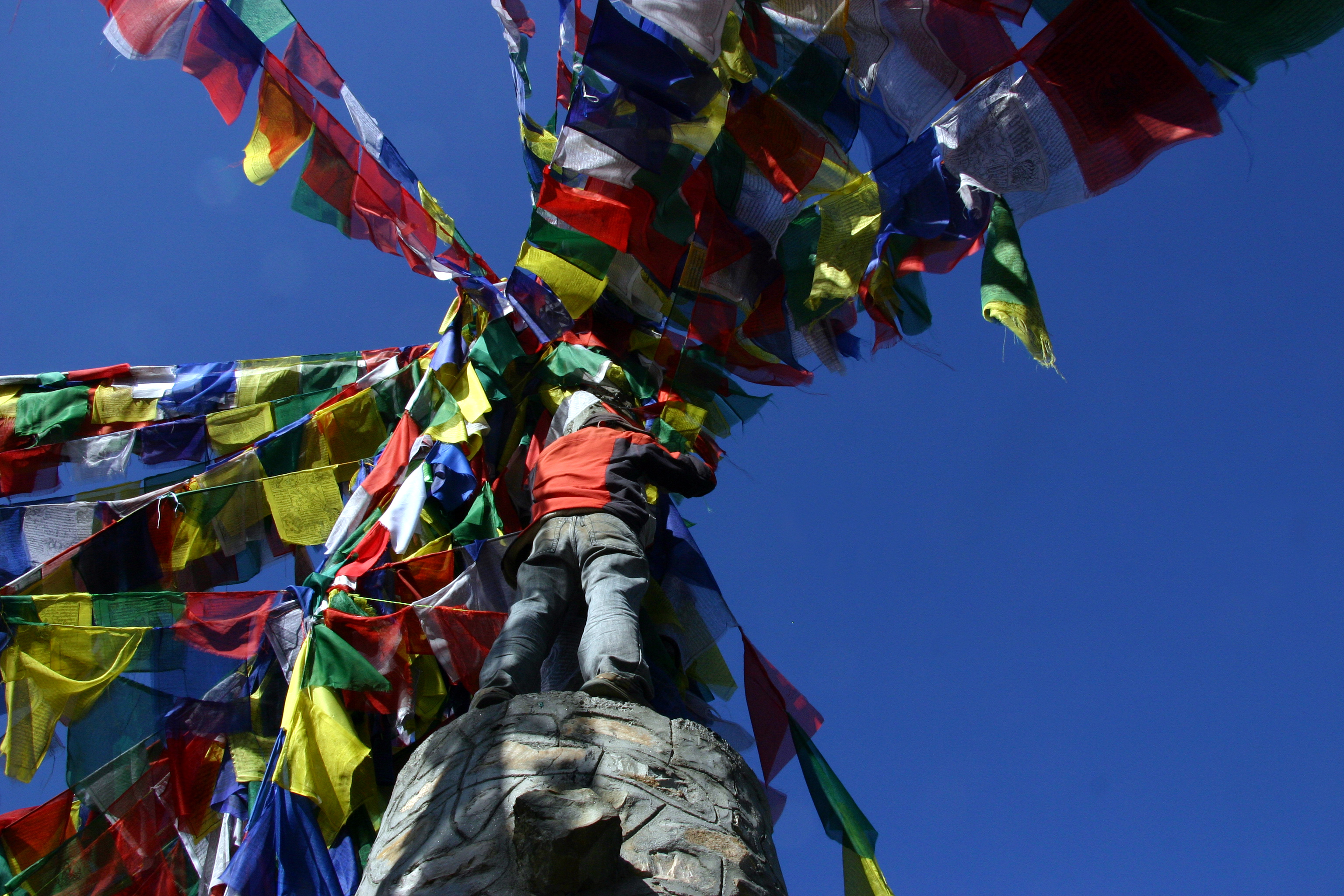
Gebetsfahnen
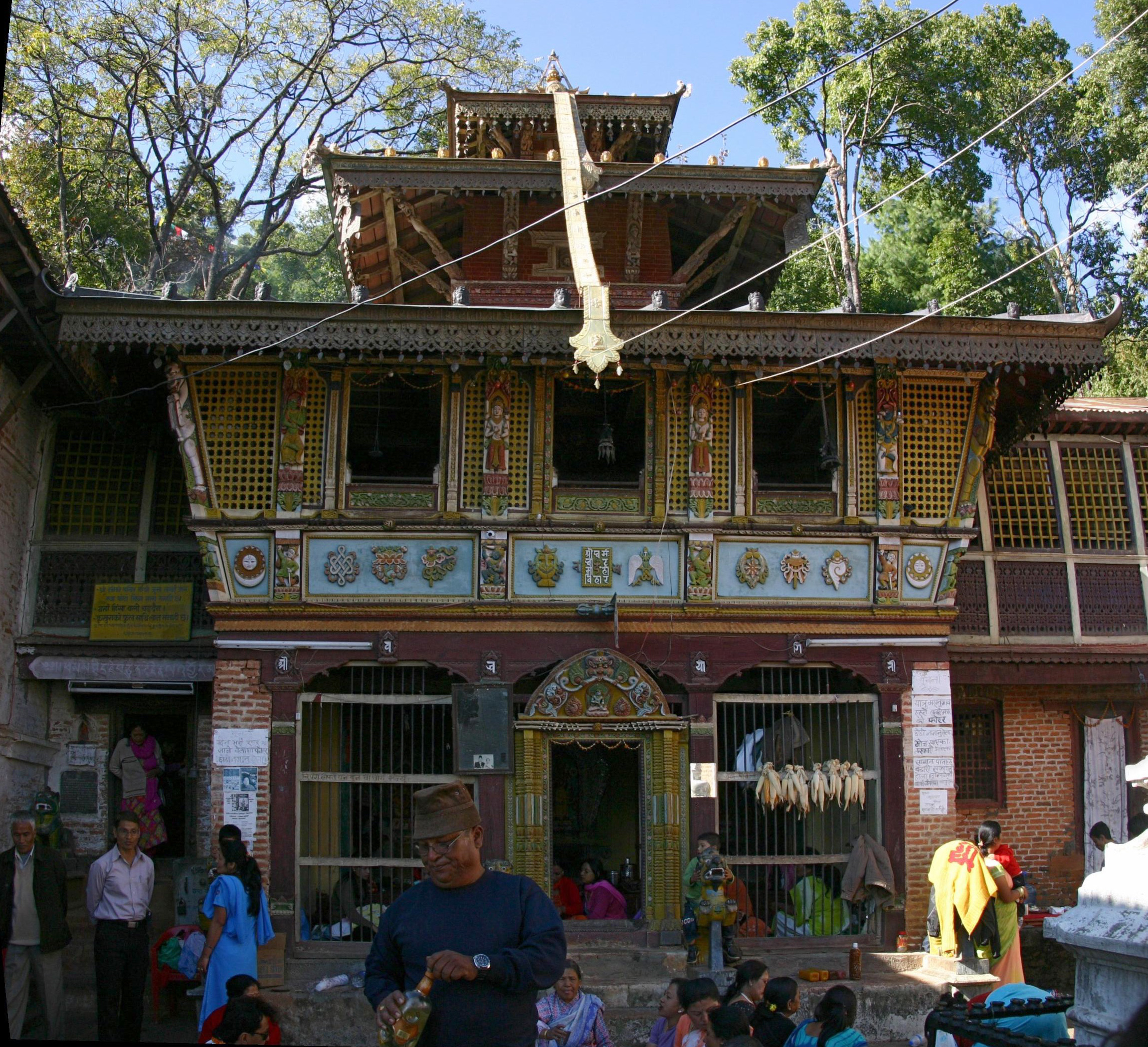
Kloster Vajrayogini
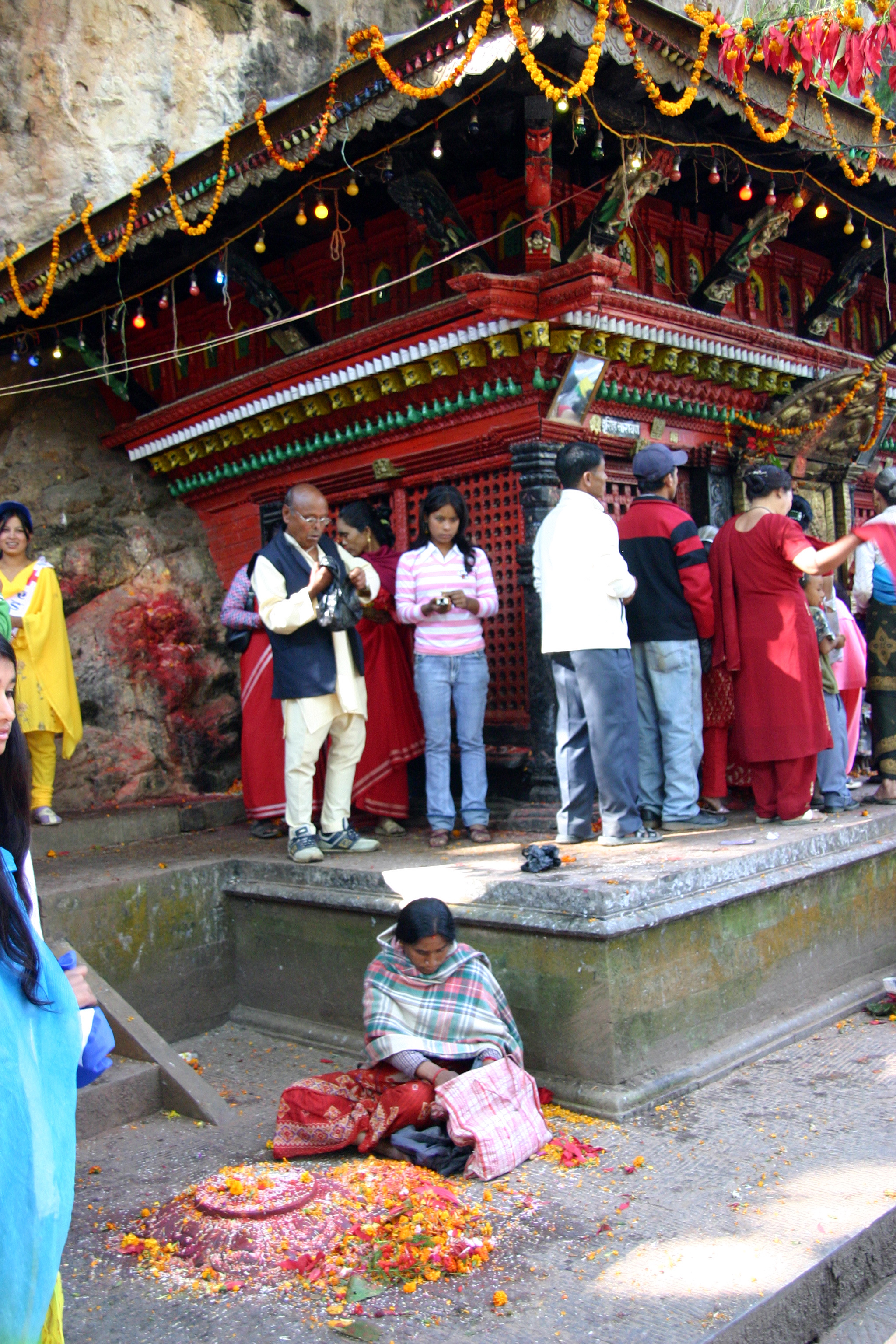
Hinduheiligtum Sheshnarayan